# Liverpool Football Club 1975-1976
Questa voce raccoglie le informazioni riguardanti il Liverpool Football Club nelle competizioni ufficiali della stagione 1975-1976.

## Stagione
Dopo un avvio di stagione caratterizzato da risultati poveri sia in campionato sia in Coppa UEFA, il Liverpool rimase in corsa fino all'ultimo atto per la vittoria di entrambe le competizioni. Nella seconda parte della First Division, il Liverpool rimase l'unica squadra a contendersi il titolo assieme al QPR, dando vita a un testa a testa che si risolse solo negli ultimi tredici minuti della giornata conclusiva, quando tre reti segnate da Kevin Keegan, John Toshack e Ray Kennedy consegnarono il titolo e l'accesso in Coppa dei Campioni ai Reds. In Coppa UEFA i Reds incontrarono in finale il Club Bruges dopo aver eliminato, fra le altre squadre, il Barcellona alle semifinali. Sotto di due reti dopo un quarto d'ora, grazie a delle modifiche tattiche operate da Paisley nel corso dell'intervallo il Liverpool poté ribaltare il risultato nel giro di pochi minuti e concludere la gara di andata con il punteggio di 3-2. Passati in svantaggio anche in apertura della gara di ritorno, grazie a una rete di Keegan e a una buona prestazione complessiva di Clemence, i Reds poterono mettere in bacheca la Coppa UEFA per la seconda volta nella loro storia.. Meno degne di nota furono le prestazioni dei Reds nelle coppe nazionali: in FA Cup la squadra esordì eliminando i detentori del West Ham Utd per poi uscire battuta dai detentori del campionato del Derby County; in Coppa di Lega fu una sconfitta nel replay del terzo turno contro il Burnley a decretare l'eliminazione.

## Maglie e sponsor
Lo sponsor tecnico per la stagione 1975-1976 è Umbro.
| Manica sinistra · Manica sinistra · Maglietta · Maglietta · Manica destra · Manica destra · Pantaloncini · Calzettoni | Manica sinistra · Manica sinistra · Maglietta · Maglietta · Manica destra · Manica destra · Pantaloncini · Calzettoni |  |

## Rosa
| N. |                        | Ruolo | Calciatore      |
| -- | ---------------------- | ----- | --------------- |
|    | Inghilterra (bandiera) | P     | Ray Clemence    |
|    | Inghilterra (bandiera) | P     | Peter McDonnell |
|    | Inghilterra (bandiera) | D     | Emlyn Hughes    |
|    | Galles (bandiera)      | D     | Joey Jones      |
|    | Inghilterra (bandiera) | D     | Chris Lawler    |
|    | Inghilterra (bandiera) | D     | Brian Kettle    |
|    | Inghilterra (bandiera) | D     | Alec Lindsay    |
|    | Inghilterra (bandiera) | D     | John McLaughlin |
|    | Inghilterra (bandiera) | D     | Phil Neal       |
|    | Inghilterra (bandiera) | D     | Tommy Smith     |
|    | Inghilterra (bandiera) | D     | Phil Thompson   |
|    | Inghilterra (bandiera) | D     | Max Thompson    |
|    | Inghilterra (bandiera) | C     | Ian Callaghan   |

| N. |                        | Ruolo | Calciatore       |
| -- | ---------------------- | ----- | ---------------- |
|    | Inghilterra (bandiera) | C     | Jimmy Case       |
|    | Scozia (bandiera)      | C     | Peter Cormack    |
|    | Scozia (bandiera)      | C     | Brian Hall       |
|    | Irlanda (bandiera)     | C     | Steve Heighway   |
|    | Inghilterra (bandiera) | C     | Ray Kennedy      |
|    | Inghilterra (bandiera) | C     | Terry McDermott  |
|    | Inghilterra (bandiera) | A     | Phil Boersma     |
|    | Inghilterra (bandiera) | A     | David Fairclough |
|    | Inghilterra (bandiera) | A     | Kevin Keegan     |
|    | Inghilterra (bandiera) | A     | Kevin Kewley     |
|    | Galles (bandiera)      | A     | John Toshack     |
|    | Inghilterra (bandiera) | A     | Tommy Tynan      |
|    | Inghilterra (bandiera) | A     | Alan Waddle      |

## Risultati

### Coppa UEFA
| Arbitro: | Biwersi |

|                                        |           |                      |
| Kennedy 60’ Case 62’ Keegan 65’ (rig.) | Marcatori | 5’ Lambert 12’ Cools |

| Arbitro: | Glöckner |

|                    |           |            |
| Lambert 11’ (rig.) | Marcatori | 15’ Keegan |